# Павленка, Иржи
Иржи Па́вленка (чеш. Jiří Pavlenka; род. 14 апреля 1992, Глучин) — чешский футболист греческого клуба ПАОК, вратарь сборной Чехии.

## Карьера

### Клубная карьера
Павленка выступал за молодёжную команду клуба «Баник» Острава. Сезон 2011/12 он провёл в составе футбольного клуба «Глучин», после чего вернулся в «Баник». Профессиональный дебют Павленки состоялся 1 июня 2013 года в матче против «Яблонца», который он провёл полностью, пропустив один гол. В сезоне 2013/14 Павленка закрепился в основном статусе «Баника» и сыграл в чемпионате 20 матчей. Он оставался основным вратарём «Баника» до 7 января 2016 года, когда состоялся его переход в пражскую «Славию». С новым клубом, где он получил первый номер, Павленка подписал контракт на три с половиной года.
В июне 2017 года Павленка заключил трёхлетний контракт с бременским «Вердером». Трансфер обошёлся немецкому клубу в сумму около 3 млн евро. В «Вердере» Павленка стал основным вратарём, после успешного первого сезона в Бундеслиге он продлил с клубом контракт. 30 сентября 2024 года на правах свободного агента перешёл в греческий ПАОК.

### Карьера в сборной
26 марта 2013 года Павленка дебютировал в молодёжной сборной Чехии в матче против команды Турции. Всего в составе молодёжной сборной он сыграл 6 матчей. Павленка попал в заявку сборной на молодёжный чемпионат Европы 2015 года, но был резервным вратарём и все три матча своей команды оставался в запасе. В октябре 2014 года и марте 2015 года Павленка вызывался в национальную сборную Чехии, но на поле не выходил.
15 ноября 2016 года дебютировал в главной команде страны, выйдя на замену во втором тайме в товарищеском матче против сборной Дании. Матч закончился со счётом 1:1.

## Достижения
«Славия» Прага
- Чемпион Чехии: 2016/17

## Статистика выступлений за сборную
| Матчи за сборную Чехии | Матчи за сборную Чехии | Матчи за сборную Чехии | Матчи за сборную Чехии | Матчи за сборную Чехии | Матчи за сборную Чехии  | Матчи за сборную Чехии |
| №                      | Дата                   | Оппонент               | Счёт                   | Голы                   | Соревнование            |                        |
| ---------------------- | ---------------------- | ---------------------- | ---------------------- | ---------------------- | ----------------------- | ---------------------- |
| 1                      | 15 ноября 2016         | Дания                  | 1:1                    | -                      | Товарищеский матч       |                        |
| 2                      | 5 июня 2017            | Бельгия                | 1:2                    | -1                     | Товарищеский матч       |                        |
| 3                      | 5 октября 2017         | Азербайджан            | 2:1                    | -1                     | Отборочный матч ЧМ-2018 |                        |
| 4                      | 11 ноября 2017         | Катар                  | 1:0                    | -                      | Товарищеский матч       |                        |
| 5                      | 23 марта 2018          | Уругвай                | 0:2                    | -2                     | Товарищеский турнир     |                        |
| 6                      | 6 июня 2018            | Нигерия                | 1:0                    | -                      | Товарищеский матч       |                        |
| 7                      | 16 октября 2018        | Украина                | 0:1                    | -1                     | Лига Наций 2018/19      |                        |
| 8                      | 15 ноября 2018         | Польша                 | 1:0                    | -                      | Товарищеский матч       |                        |
| 9                      | 22 марта 2019          | Англия                 | 0:5                    | -5                     | Отборочный матч ЧЕ-2020 |                        |
| 10                     | 26 марта 2019          | Бразилия               | 1:3                    | -3                     | Товарищеский матч       |                        |
| 11                     | 14 октября 2019        | Северная Ирландия      | 2:3                    | -3                     | Товарищеский матч       |                        |
| 12                     | 11 ноября 2020         | Германия               | 0:1                    | -1                     | Товарищеский матч       |                        |
| 13                     | 24 марта 2021          | Эстония                | 6:2                    | -2                     | Отборочный матч ЧМ-2022 |                        |
| 14                     | 4 июня 2021            | Италия                 | 0:4                    | -4                     | Товарищеский матч       |                        |
| 15                     | 16 ноября 2022         | Фарерские острова      | 5:0                    | -                      | Товарищеский матч       |                        |
| 16                     | 19 ноября 2022         | Турция                 | 1:2                    | -1                     | Товарищеский матч       |                        |
| 17                     | 24 марта 2023          | Польша                 | 3:1                    | -1                     | Отборочный матч ЧЕ-2024 |                        |
| 18                     | 27 марта 2023          | Молдова                | 0:0                    | -                      | Отборочный матч ЧЕ-2024 |                        |
| 19                     | 17 июня 2023           | Фарерские острова      | 3:0                    | -                      | Отборочный матч ЧЕ-2024 |                        |
| 20                     | 7 сентября 2023        | Албания                | 1:1                    | -1                     | Отборочный матч ЧЕ-2024 |                        |
| 21                     | 12 октября 2023        | Албания                | 0:3                    | -3                     | Отборочный матч ЧЕ-2024 |                        |